# Three to Tango
Three to Tango is een romantische komedie uit 1999 onder regie van Damon Santostefano.

## Verhaal
De steenrijke Charles Newman (Dylan McDermott) overweegt een miljoenenorder aan zakenpartners Oscar Novak (Matthew Perry) en Peter Steinberg (Oliver Platt) te geven. Ze zijn niet de enige gegadigden en Newman is er nog niet helemaal uit. Wanneer hij Novak vraagt een vriendschappelijke band aan te knopen met zijn vriendin Amy Post (Neve Campbell) gaat hij erop in, in de hoop dat de weegschaal Steinbergs en zijn kant op zal slaan. Het is de bedoeling dat Novak oplet dat er geen andere mannen te dicht in de buurt van Post komen. Newman vertrouwt Novak dit toe omdat hij - ten onrechte - denkt dat die homoseksueel is, wat hij ook aan Post vertelt. Binnen de kortste keren groeien de twee naar elkaar toe en Novak wordt tot over zijn oren verliefd op het meisje. Als hij daar aan toegeeft, riskeert hij alleen de toorn van Newman en moet hij haar zijn inmiddels ver doorgevoerde toneelstukje bekennen.

## Rolverdeling
| Acteur           | Personage        |
| ---------------- | ---------------- |
| Matthew Perry    | Oscar Novak      |
| Neve Campbell    | Amy Post         |
| Dylan McDermott  | Charles Newman   |
| Oliver Platt     | Peter Steinberg  |
| Cylk Cozart      | Kevin Cartwright |
| John C. McGinley | Strauss          |
| Bob Balaban      | Decker           |
| Deborah Rush     | Lenore           |
| Kelly Rowan      | Olivia Newman    |
| Rick Gomez       | Rick             |
| Patrick Van Horn | Zack             |
| David Ramsey     | Bill             |